# Sarceaux
Sarceaux is een gemeente in het Franse departement Orne (regio Normandië). De plaats maakt deel uit van het arrondissement Argentan. Sarceaux telde op 1 januari 2022 1.047 inwoners.

## Geografie
De oppervlakte van Sarceaux bedroeg op 1 januari 2022 10,77 vierkante kilometer; de bevolkingsdichtheid was toen 97,2 inwoners per km².

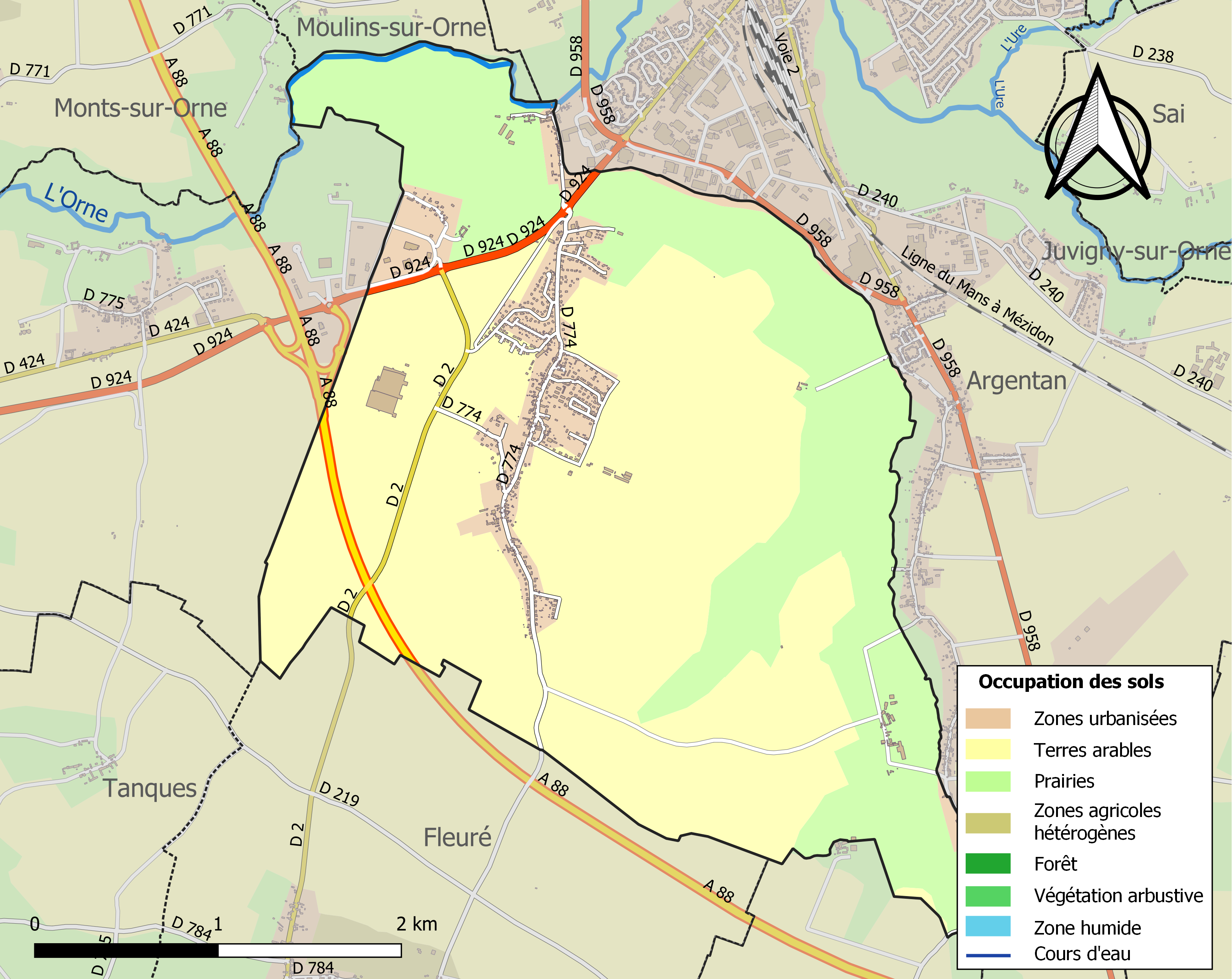
Kaart van de gemeente met belangrijkste infrastructuur, bodemgebruik en omliggende gemeenten

## Demografie
Onderstaande figuur toont het verloop van het inwonertal (bron: INSEE-tellingen).